# Peter Swyn
Peter Swyn (* 1480 oder 1481 in Lehe; † 14. August 1537 ebenda) war ein Ratsmitglied der Bauernrepublik Dithmarschen.

## Leben

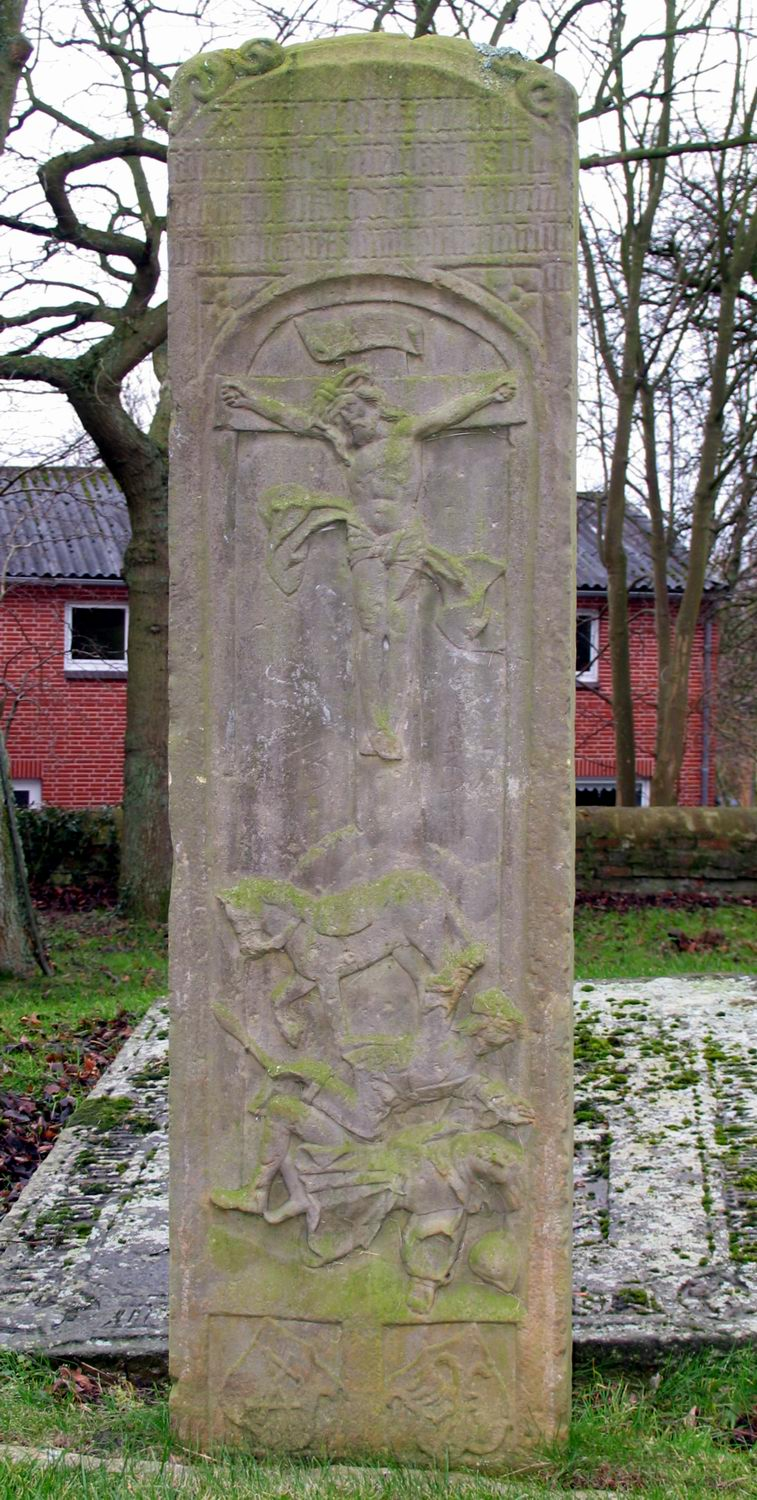
Stele am Grab Peter Swyns

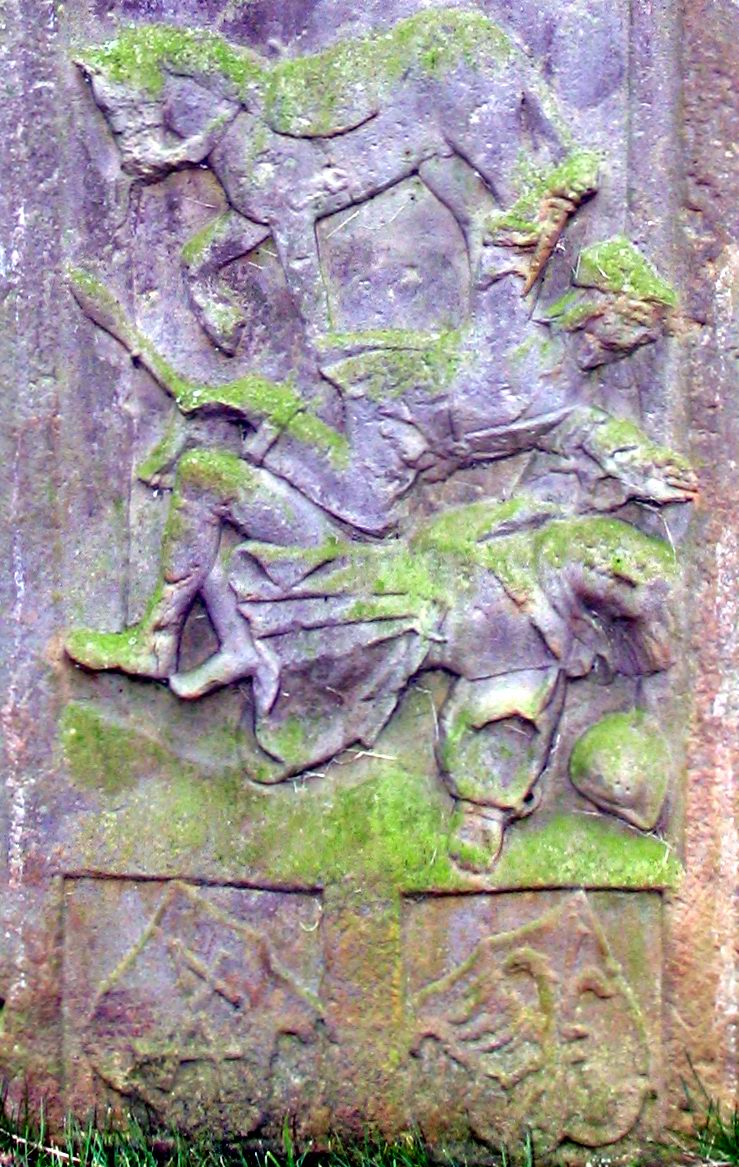
Detailaufnahme der Ermordungsszene

Sein Vater war Reymer Swyn, von seiner Mutter ist nichts überliefert. Die Swynen, die erstmals 1329 urkundlich erwähnt wurden, bildeten zusammen mit den Nannen, deren erste Erwähnung aus dem Jahre 1386 stammt, das Geschlecht der Wurthmannen.
Peter Swyn hat vermutlich in Rostock studiert (wahrscheinliche Immatrikulation unter dem Namen „Petrus Blesse de Dithmercia“ am 11. Mai 1496).
1499 wurde Peter Swyn Achtundvierziger. In der Schlacht bei Hemmingstedt 1500 stand er im Lundener Aufgebot. Am Hauptgefecht um die Schanze wird er jedoch nicht teilgenommen haben.

1508 ereignete sich das Scharmützel von Hemme: Weil ein Lundener Mädchen, das im Kirchspiel Neuenkirchen diente, ein uneheliches Kind gebar, zog Peter Swyn gemeinsam mit Bojen Herring aus, um diese Schande zu rächen. Sie verbrannten Mutter und Kind, die in einer Scheune schliefen. Diese Gewalttat weckte den Zorn der sogenannten Westerdöfft und der Kirchspiele Heide und Hemmingstedt. Rudolf Nehlsens Darstellung in seiner Dithmarscher Geschichte nach Quellen und Urkunden von 1895 hebt hervor, dass die Tötung der untreu gewordenen Frau hierbei jedoch keine Rolle spielte, da dies dem damaligen Rechtsverständnis entsprach.
Das Mädchen hatte seine gebührende Strafe erlitten die Schande welche ein Mädchen durch Verrath an der eigenen weiblichen Ehre der Familie und dem Geschlecht zufügte wurde rechtlich nach altgermanischem Brauch durch Ausrottung des ehrlos gewordenen Gliedes der Gemeinschaft gesühnt. Das unschuldige Kind dagegen war rechtlich geschützt. War der Vater desselben unvermögend so mußte das Geschlecht für die Unterhaltung und Erziehung sorgen (Landr. 1 ³§224) Die Lundener waren also in ihrer Erregung zu weit gegangen und hatten wider Recht am Leben des Kindes sich vergriffen. Dazu hatten sie in fremder Döfft Mord und Brand geübt, in die Jurisdiktion Anderer gewaltsam und feindselig eingegriffen. Daher erregte ihr Vorgehen großen Unwillen vornehmlich in der zunächst betheiligten Westerdöfft.
Es kam zu einer blutigen Fehde. Die Lundener verschanzten sich hinter den Mauern des Hemmer Kirchhofs. In dem folgenden Gefecht wurde einem Prediger aus Neuenkirchen ein Fuß abgeschossen. Dieser starb kurze Zeit später an seiner Verletzung. Nach einem weiteren blutigen Kampf auf der Flehder Feldmark, bei dem zwei Tote und zahlreiche Verletzte zu beklagen waren, gingen die Lundener als Sieger hervor. Es kam schließlich zu einem Vergleich.
1508 wurde eine Stiftung zur Unterstützung der Armen gegründet; zu den Gründungsmitgliedern gehörte auch Peter Swyn. Aus dieser Stiftung geht im Jahre 1518 die Pantaleonsgilde hervor.

1516 kaufte Peter Swyn Ablassbriefe, um die Schuld an der versehentlichen Verwundung des Predigers während der Fehde von 1508 zu tilgen. 1522 begab er sich auf die Wallfahrt nach Santiago de Compostela. Auch diese Reise soll im Zusammenhang mit der Todsünde der Priestertötung gestanden haben. Es gibt jedoch auch Quellen die dies bestreiten.
Peter Swyn wallfahrtete 1522 auf seine eigenen Schiffe nach St Jago in Spanien wohl nicht wie man angenommen wegen des erschossenen Priesters - der hätte daheim bleiben können - sondern wegen des verbrannten Kindes.
 Dass er die Wallfahrt mit seinem eigenen Schiff betrieb, wird vielfach erwähnt. Da Peter Swyn zu dieser Zeit auch als Kaufmann tätig war, ist anzunehmen dass er dabei gleichzeitig kaufmännisch tätig war, sowie Gelder von mitreisenden Passagieren erhielt.
Im Jahr 1524 wurde der Reformator Heinrich von Zütphen ermordet. Obwohl Peter Swyn von einer voreiligen Verurteilung abriet, kam es zu einer Verschwörung. Maßgeblich beteiligt war neben dem Wurthmannen Peter Nanne auch Peter Swyns Sohn Henning. Am 9. Dezember wurde Heinrich aus Meldorf entführt und im Zuge der Aktion schwer misshandelt. Einen Tag später wurde er als Ketzer verurteilt, in Heide gefoltert und schließlich verbrannt. Die Ermordung des Reformators veranlasste Martin Luther, eine Schmähschrift gegen die Dithmarscher zu verfassen.
Unter dem Einfluss der Achtundvierziger Peter Swyn und Peter Nanne erlangte Lunden 1529 das Stadtrecht.
1537 setzte sich Peter Swyn für Reformen in Dithmarschen ein. Das einflussreiche Geschlecht der Russebollingmannen waren entschiedene Gegner dieser Neuordnungen. Darüber hinaus bestanden Streitigkeiten zwischen den beiden Geschlechtern, die schließlich in einer blutigen Fehde gipfelten. Die Morde und Blutrachen forderten vierzehn Menschenleben. Am 14. August wurde Peter Swyn das prominenteste Opfer. Als er mit seinem Pferd ausritt, wurde er am Goosweg in Lehe von bezahlten Mördern, den drei Bahren, von seinem Pferd heruntergerissen und erstochen. Peter Swyn wurde einen Tag später auf dem Lundener Geschlechterfriedhof beigesetzt. Ihm zu Ehren wurden drei Gedenksteine gesetzt, unter anderem eine Sandsteinstele, die im Relief seine Ermordung darstellt.
Die drei Bahren wurden als Mörder überführt und hingerichtet.

## Sagen über Peter Swyn
In dem Kriege des Jahres 1500 machten die Dithmarschen große Beute. Zu keiner Zeit waren die Holsten mit so viel Kleinoden und Edelsteinen geschmückt und in so prächtigen Kleidern und kostbaren Rüstungen in den Krieg gezogen. So kriegten die Dithmarschen so viel Geld und Gut, als sie nie zuvor begehrt noch gewünscht hatten, also daß sie nicht groß darauf achteten, noch es ordentlich probieren ließen. Güldene Ketten, dieweil sie schwarz geworden waren, hielt man für Eisen und legte die Hunde daran, bis man sie erst beim Abschleißen erkannte.
Aus der Beute hatte Peter Swyn in Lunden, einer der achtundvierzig Regenten des Landes, ein kostbares sammetnes Wams gewonnen. Damit erschien er auf einem Fürstentage in Itzehoe und trug dabei ein paar weiße Webbeshosen. Ihn begleitete Junge Johanns Detlef; beide waren ein paar beredte scharfsinnige Männer von geschwindem Wort. Als die holsteinischen Herren den wunderlichen Anzug sahen, lachten sie darüber; aber Junge Johanns Detlef sprach alsobald zu ihnen: »Lachet doch nicht; denn wo der Wams geholt ward, hätte man auch wohl die Hosen Kriegen können, hätte Ehre und Zucht das nicht gehindert.« Auch erzählt man, man habe Peter Swyn selbst um seine Kleidung gefragt, woraus er geantwortet: »Das sammetne Wams trage ich, dieweil ich ein Landesherr bin; die Webbeshosen aber, weil ich ein Hausmann.« 
Neocorus (und Hans Detleff) I, 229, 230.
Peter Swyn, der vornehmste Achtundvierziger zu seiner Zeit, ein Mann sein im Rat und stech in der Tat, brachte es dahin, daß auf den Morgen Land ein Sechsling Schatzung mehr gelegt ward, die vorhin nur ein Schilling gewesen. Deswegen wurden alle Leute auf ihn erbittert und ein ganzes Jahr lang hat er sich in seinem Hause zu Großlehe verborgen gehalten. Eines Tages aber wagte er sich zu seinen Kleiern aufs Feld, setzte sich aber aus Vorsicht zu Pferde. Doch kaum kam er auf den Acker, so sprangen die Kerle aus dem Graben und ermordeten ihn. Der Acker ist der, der zwei Wreden Mich von Lehe an dem Quer- und Gooswege rechter Hand liegt, und wo noch bis auf diesen Tag der große Stein steht, da ist die Stätte.
Harms, Gnomon S. 176. 2. Aufl., aus mündlicher Quelle.”

## Sonstiges
Der im Hochdeutschen gebräuchliche Spruch „Das kann kein Schwein lesen“ wird auf Marcus Swyn, den Enkel von Peter Swyn zurückgeführt. Nach dem Ende der Bauernrepublik in Dithmarschen mussten Besitzdokumente vom Landvogt Marcus Swyn neu beglaubigt werden. Waren die Papiere unleserlich geworden, stellte man fest: "Das kann ja nicht einmal mehr ein Swyn lesen. – Dat kann keen Swyn lesen." Gesichert ist diese Herleitung allerdings nicht.